# Az Zintān
Az Zintān är en ort i Libyen.   Den ligger i distriktet Al Jabal al Gharbi, i den nordvästra delen av landet, 140 km sydväst om huvudstaden Tripoli. Az Zintān ligger 715 meter över havet och antalet invånare är 33 000.
Terrängen runt Az Zintān är platt åt sydost, men åt nordväst är den kuperad. Runt Az Zintān är det glesbefolkat, med 11 invånare per kvadratkilometer. Det finns inga andra samhällen i närheten. Trakten runt Az Zintān är ofruktbar med lite eller ingen växtlighet.